# Yakir Aharonov
Yakir Aharonov (en hebreo: יקיר אהרונוב‎ Haifa, 28 de agosto de 1932) es un físico israelí especializado en Física Cuántica y tiene una cátedra en la Universidad de Tel Aviv en Israel y la Universidad de Carolina del Sur en los Estados Unidos desde 1973. En el otoño de 2006, se incorporó al recién formado Centro de Estudios Cuánticos en la Universidad George Mason en Fairfax, Virginia. En honor de su llegada a Mason,  la Serie de Conferencias Aharonov fue creada. Durante el periodo 2006-2007, la serie contará con los Premio Nobel William D. Phillips de NIST, así como Roger Penrose y Paul Davies.
Sus intereses de investigación de efectos no locales y topológicos  en la mecánica cuántica, teoría cuántica de campos y de la interpretación de la mecánica cuántica. En 1959, él y David Bohm propusieron el Efecto Aharonov-Bohm por el cual en 1998 recibió el premio Wolf.

## Educación
El profesor Aharonov recibió su título de graduado en el Technion en Haifa, graduándose con un BSc en 1956. Él continuó sus estudios en la Universidad de Bristol (Reino Unido) junto con David Bohm recibiendo su grado de PhD en 1960.